# Улица Багрицкого (Москва)
Улица Багри́цкого (название утверждено в 1961 году, ранее Монастырская, Жданова и Пионерская города Кунцево) — улица в Западном административном округе города Москвы на территории Можайского района.
Улица проходит в направлении с севера на юг и соединяет улицы Красных Зорь и Верейскую. Слева примыкают улицы: Ращупкина и Сафоновская; пересекают Можайское шоссе и Гжатская улица. После моста через реку Сетунь и пересечения с Верейской улицей улица Багрицкого упирается в территорию «Московского радиотехнического завода» (МРТЗ).
Нумерация домов начинается от улицы Красных Зорь.

## История
Улица Жданова (ранее Красноармейский проезд) и Пионерская улица (ранее Монастырская улица) были улицами дачного посёлка (а с 1925 года города) Кунцево. После включения Кунцева в состав Москвы в 1960 году улицы оказались одноимёнными с уже существующими в городе. В 1961 году они были объединены и переименованы в улицу Багрицкого «в честь выдающегося советского поэта Эдуарда Георгиевича Багрицкого (1895—1934)». Э. Г. Багрицкий жил в Кунцево с 1925 по 1931 год. Этот дом (улица Пионерская, дом 5) не сохранился.
На углу с Сафоновской улицей расположен сквер, где в 1982 году был установлен памятник Э. Г. Багрицкому (скульптор В. Г. Шатуновская, архитекторы В. В. Богданов и В. П. Соколов).
В 1909 году в Кунцеве по проекту архитектора В. Ф. Жигардловича был сооружен Храм преподобного Серафима Саровского как подворье Крестовоздвиженской Полунинской женской общины Рязанской епархии. Подворье даже называлось «Кунцевским монастырём». В 1997 году на месте разрушенного храма был построен новый, он расположен по адресу улица Багрицкого д. 10, к. 3.

## Здания и сооружения
Нумерация домов по улице не полная. Так вслед за домом № 3 идёт дом № 17/43, затем № 45 и № 51. Видимо, нумерация сохранилась еще со времён города Кунцево.
- по нечётной стороне
  - дом 1 — отделение связи № 121374
  - сквер и памятник Багрицкому
  - дом 51 — библиотека № 40 им. Багрицкого
- по чётной стороне
  - дом 10 к.3 — храм Серафима Саровского в Кунцеве (1910, архитектор М. А. Аладьин).
  - Гжатская улица, д.9 — деревообрабатывающий завод № 27

## Транспорт

### Ближайшие станции метро
- Кунцевская
- Кунцевская
- Кунцевская (МЦД)
- Давыдково

### Наземный транспорт
Общественный транспорт по улице не ходит.
Недалеко от улицы есть автобусные остановки:
- «Улица Багрицкого» — на улице Красных Зорь
- «Улица Багрицкого» — на Можайском шоссе
- «Гродненская улица» — на пересечении с Верейской улицей

## Фотогалерея

Памятник Багрицкому
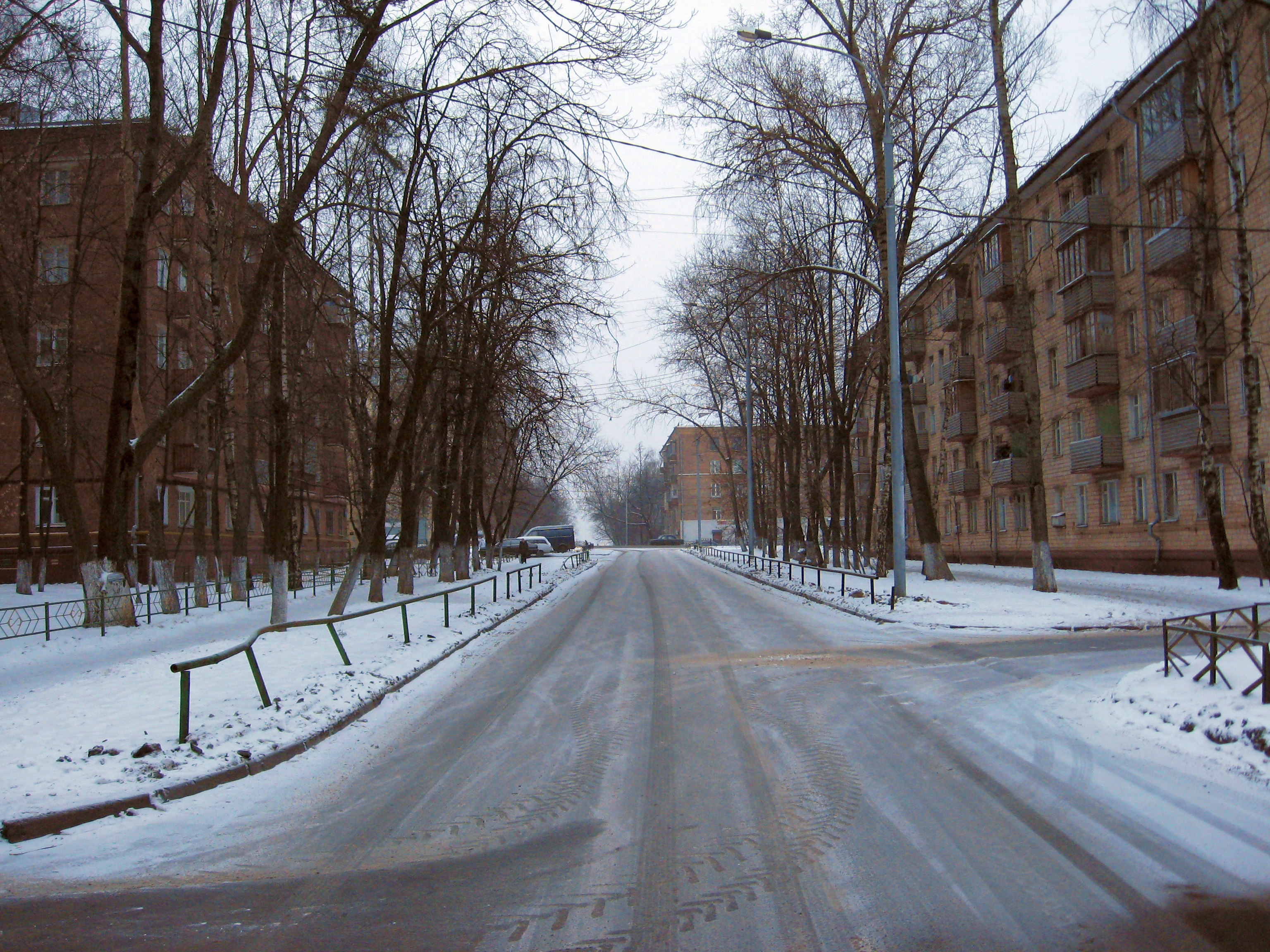
Вид улицы со стороны Можайского шоссе
Сквер у памятника Багрицкому
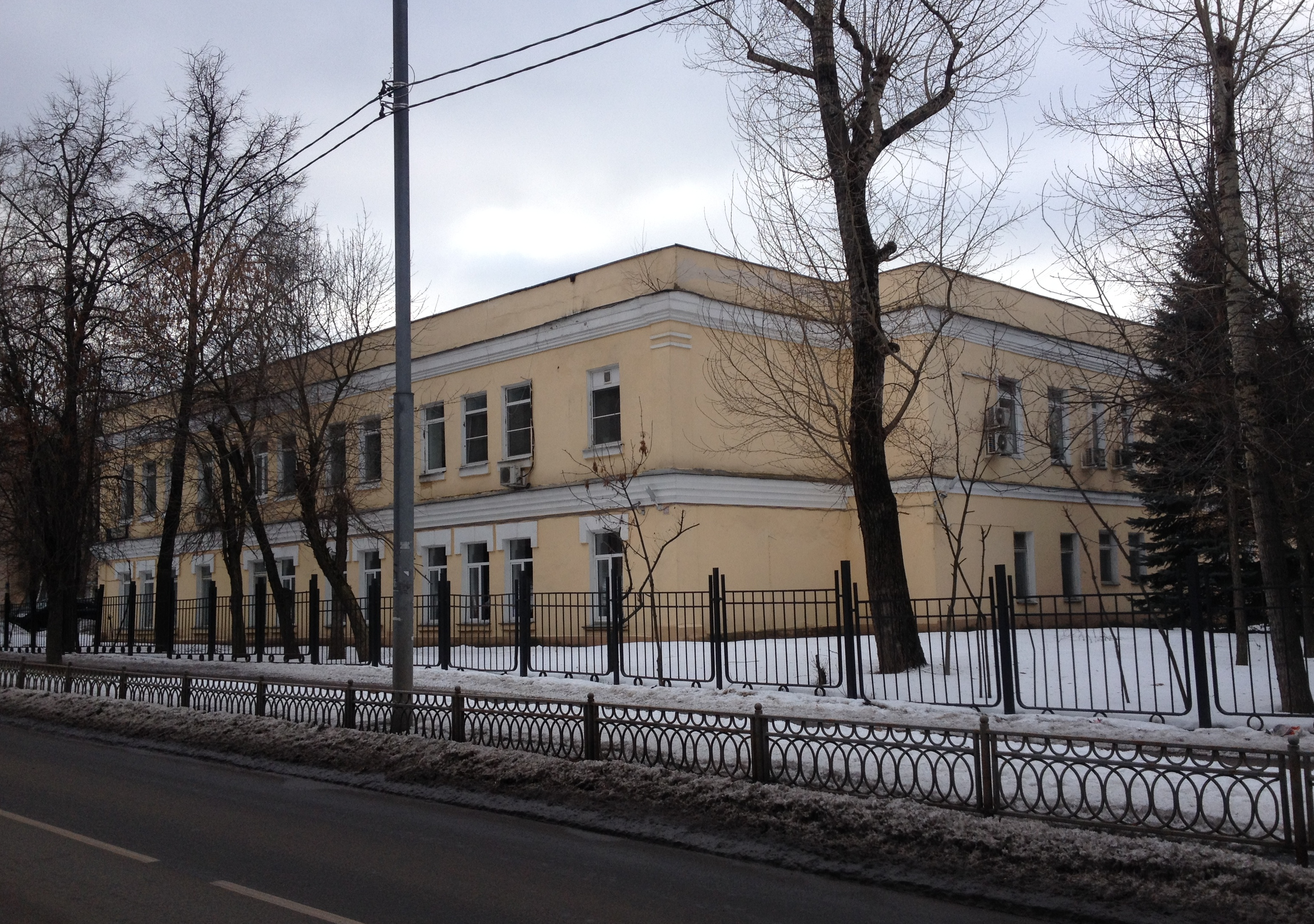
Ул. Багрицкого, 4. Бывш. средняя школа, постр. 1914 г.